# Aleksandr Iosifovič Rivin
Aleksandr Iosifovič Rivin (in russo Александр Иосифович Ривин?; Minsk, 1915? – Leningrado, 1942?) è stato un poeta russo.

## Biografia
Nato a Minsk, della sua biografia si hanno poche notizie frammentarie. All'inizio degli anni 1930 giunge a San Pietroburgo, allora Leningrado, dove si iscrive alla sezione romano-germanica della Facoltà di Lettere e inizia a tradurre poesia dallo yiddish e dal francese. Deve interrompere l'università già al primo anno per le ricorrenti crisi psicotiche. Gli viene diagnosticata la schizofrenia. Perde le dita della mano destra in circostanze oscure.
In seguito si fa chiamare "Alik der Meschuggener" ("il pazzo" in yiddish), conduce una vita randagia, si guadagna da vivere con l'accattonaggio e catturando gatti da rivendere per le vivisezioni alla Facoltà di Scienze. Legge – o meglio intona, salmodia, grida – le proprie poesie in luoghi pubblici e situazioni inopportune.
Il letterato Efim Etkind, allora giovane studente, racconta di Rivin: "Arrivava all'improvviso, appoggiava sul tavolo di cucina la sua valigetta lercia e diceva Gib geld ("Dammi soldi" in yiddish). Di Geld noi non ne avevamo, a Rivin davamo le bottiglie. Lui le riponeva nella valigetta, dove di solito stava già infilato un gatto, e se ne andava a fare affari: il gatto lo vendeva per tre rubli al laboratorio universitario, le bottiglie – al punto di raccolta".
Pur non facendo alcun tentativo di pubblicare le proprie opere, Rivin tenta di avvicinarsi ai rappresentanti del movimento di avanguardia OBĖRIU ("Associazione per l'arte reale", in russo Объединение реального искусства), con cui ha non poco in comune: ha contatti fuggevoli con Nikolaj Zabolockij, ma non riesce a conoscere l'oberiuta a lui più affine: Daniil Charms.
Nel 1941, malgrado l'invalidità, cerca senza successo di farsi mandare come interprete sul fronte rumeno. Muore presumibilmente di stenti nella Leningrado sotto assedio.

## Opere
Le poesie di Rivin hanno tutte carattere di improvvisazione. Il poeta non le mise mai per iscritto, ed esse sono sopravvissute grazie agli appunti di amici e cultori, spesso in diverse versioni. Le prime pubblicazioni in patria risalgono alla fine degli anni Ottanta (bibliografia incompleta: https://www.rvb.ru/np/publication/02comm/01/03rivin.htm).
Rivin dà vita a visioni deliranti e allucinate – con abbondante uso di slang delinquenziale e di yiddish – che esprimono la realtà del tempo (come durante la frustrante e sanguinosa guerra con la Finlandia, prima come Guerra d'inverno e poi come Guerra di continuazione, con arresti e fucilazioni che funestano il paese per anni). Così, per quanto Rivin non parli mai di attualità in senso stretto, "nei suoi versi è costante una sorta di sguardo premortale: l'ultima impressione di un condannato a morte. O di chi si è deciso al suicidio".